# Тексас леџендси
Тексас леџендси (енгл. Texas Legends) амерички је кошаркашки клуб из Фриска у Тексасу. Клуб се такмичи у НБА развојној лиги и тренутно је филијала НБА тима Далас маверикси.

## Историја
НБА развојна лига је јуну 2009. одлучила да додели једно место граду Фриско у Тексасу. Клуб је преузео место од Колорадо фортинерса (енгл. Colorado 14ers) и почео да игра у овој лиги од сезоне 2010/11.

## Успеси
- НБА развојна лига:
  - Првак (1): 2008/09.
  - Финалиста (1): 2006/07.

## Познатији играчи
- Елтон Браун
- Делонте Вест
- Сони Вимс
- Ден Гаџурич
- Џастин Дентмон
- Миле Илић
- Џон Лукас III
- Гал Мекел
- Фредерик Хаус
- Шејн Ларкин